# Resolución 829 del Consejo de Seguridad de las Naciones Unidas
La resolución 829 del Consejo de Seguridad de las Naciones Unidas fue aprobada sin someterse a votación, el 26 de mayo de 1993, tras haber examinado la petición del Principado de Mónaco para poder ser miembro de las Naciones Unidas. En esta resolución, el Consejo recomendó a la Asamblea General la aceptación de Mónaco como miembro.